# Турейка (заказник)
Турейка — лісовий заказник місцевого значення. Об'єкт розташований на території Лугинського району Житомирської області, ДП «Лугинське ЛГ», Лугинське лісництво, кв. 86, вид. 3, 10, 11, 12, 14, 15.
Площа — 4 га, статус отриманий у 1995 році.